# Муратова, Ксения Дмитриевна
Ксе́ния Дми́триевна Мура́това (13 января 1904, Болхов, Орловская губерния, Российская империя — 1 сентября 1998, Павловск, Санкт-Петербург, РФ) — советский и российский библиограф, литературовед, источниковед. Доктор филологических наук (1957), профессор (1960).

## Биография
Родилась 13 января 1904 года в Болхове в семье служащих.
В 1924 году поступила на словесное отделение Высших курсов при Государственном институте истории в Ленинграде, которые окончила в 1928 году. Одновременно училась на Высших курсах библиотековедения при ГПБ.
В 1934 году была принята на работу в библиотеку Института русской литературы АН СССР, а в 1940 году стала научным сотрудником этого института. Её начальник, С. Д. Балухатый, который в 1930-е годы занимал должность директора библиотеки, оказал на неё особое влияние, она стала осваиваться в библиографоведении, спустя несколько лет вместе с ним стала создавать библиотечные каталоги, а также под его руководством комментировала собрание сочинений А. П. Чехова и работала над библиографическим указателем, посвящённым А. М. Горькому.
В 1941 году была принята на работу в ГПБ, где работала вплоть до 1947 года.
В 1947 году защитила диссертацию на соискание учёной степени кандидата филологических наук по теме «Из каприйского периода творчества М. Горького: (Публицистика и рассказы 1911—1913 гг.)», после чего вернулась в Институт русской литературы.
В 1957 году защитила диссертацию на соискание учёной степени доктора филологических наук по теме «М. Горький в борьбе за развитие советской литературы»
В начале 1958 года основала сектор библиографии и источниковедения, спустя какое-то время возглавила его и заведовала им вплоть до 1963 года. С 1963 по 1970 год вновь являлась библиотекарем Института русской литературы.
В начале 1970 года основала рукописный отдел и заведовала им вплоть до 1978 года. Являлась также штатной сотрудницей ЛГБИ, читала лекции по литературной библиографии. В 1993 году ушла на пенсию по старости.
Она воспитала целую плеяду видных советских и российских библиографов и филологов.
Скончалась 1 сентября 1998 года в Павловске (Санкт-Петербург). Похоронена на Ново-Волковском кладбище.

## Научные труды
Основные научные работы посвящены библиографоведению. Автор ряда фундаментальных трудов, посвящённых известным русским и советским писателям.

### Монографии
- Муратова К. Д. Периодика по литературе и искусству за годы революции. 1917—1932. — М.; Л.: АН СССР, 1933. — 344 с.
- Балухатый С. Д., Муратова К. Д. М. Горький: Био-библиогр. справочник. — Л.: Гослитиздат, 1938. — 272 с.
- Балухатый С. Д., Муратова К. Д. Литературная работа М. Горького: Доп. список первопечат. текстов и авторизован. изданий. 1889—1936. — М.; Л.: Изд-во Акад. наук СССР, 1941 (Ленинград). — 196 с.
- Муратова К. Д. Максим Горький. — Л., 1943
- Муратова К. Д. А. П. Чехов: Библиогр., 1904—1944. — Л.: Госполитиздат, 1943. — 63 с. (Гениальные люди великой русской нации)
- Муратова К. Д. Героизм русского народа в пословицах и поговорках / Сост. К. Муратова, Е. Привалова; Ленингр. гос. публ. Ордена Труд. Красного знамени б-ка им. М. Е. Салтыкова-Щедрина. — Новосибирск: Новосибирское обл. гос. изд-во, 1944. — 29 с.
- Муратова К. Д., Привалова Е. П. Мировое значение русской литературы и русского искусства: Указ. Лит. / ГПБ; Под ред. М. П. Алексеева. — Л.: Лениздат, 1945. — 184 с.
- Муратова К. Д. Михаил Шолохов: Краткий справочник / Сост. К. Муратова ; Гос. ордена Труд. красного знамени публичная б-ка им. М. Е. Салтыкова-Щедрина. — Л.: тип. № 3 Упр. изд-в и полиграфии, 1950. — 44 с.
- Муратова К. Д. Семинарий по Горькому. — Л.: Учпедгиз. Ленингр. отд-ние, 1956
- Муратова К. Д. М. Горький в борьбе за развитие советской литературы/ Акад. наук СССР. Ин-т русской литературы (Пушкинский дом). — М.; Л.: Изд-во Акад. наук СССР. [Ленингр. отд-ние], 1958. — 485 с.
- Муратова К. Д. А. В. Луначарский о литературе и искусстве: Библиогр. Указ. 1902—1963 / ИРЛИ. — Л.: Б-ка АН СССР, 1964.
- Муратова К. Д. Возникновение социалистического реализма в русской литературе/ АН СССР. Ин-т рус. литературы (Пушкинский дом). — М.; Л. : Наука. [Ленингр. отд-ние], 1966. — 279 с.
- Муратова К. Д. М. Горький на Капри, 1911—1913. / АН СССР. Ин-т рус. литературы (Пушкинский дом). — Л.: Наука. Ленингр. отд-ние, 1971. — 275 с.
- Муратова К. Д. Библиография литературы об А. Н. Островском: 1847—1917 / АН СССР. ИРЛИ; Сост. К. Д. Муратова. — Л.: Наука, 1974. — 286 с.
- Муратова К. Д. М. Горький: Семинарий. — М., 1981.

### Статьи
- Муратова К. Д. Библиографический указатель произведений А. Н. Толстого // Векслер И. И. А. Н. Толстой: Жизненный и творческий путь. — М., 1948. — С. 497—529.
- Муратова К. Д. Новые книги о М. Горьком. (1955—1957) // Русская литература. — 1958. — № 1. — С. 250—259.
- Муратова К. Д. М. Горький и Леонид Андреев. Неизданная переписка // Литературное наследство. — М., 1965. — Т. 72.
- Муратова К. Д. Библиография работ А. В. Луначарского о музыке // А. В. Луначарский, В мире музыки. Изд. 2–е, доп. — М., «Сов. композитор», 1971. — С. 468—480.
- Муратова К. Д. Введение // История русской литературы: В 4 т. — Т. 4. Литература конца XIX — начала XX века (1881—1917). — Л., 1988
- Муратова К. Д. Максим Горький. Социалистический реализм // История русской литературы: В 4 т. — Т. 4. Литература конца XIX — начала XX века (1881—1917). — Л., 1988
- Муратова К. Д. Леонид Андреев // История русской литературы: В 4 т. — Т. 4. Литература конца XIX — начала XX века (1881—1917). — Л., 1988
- Муратова К. Д. Футуризм // История русской литературы: В 4 т. — Т. 4. Литература конца XIX — начала XX века (1881—1917). — Л., 1988
- Муратова К. Д. Владимир Маяковский // История русской литературы: В 4 т. — Т. 4. Литература конца XIX — начала XX века (1881—1917). — Л., 1988
- Муратова К. Д. Заключение // История русской литературы: В 4 т. — Т. 4. Литература конца XIX — начала XX века (1881—1917). — Л., 1988
- Муратова К. Д. Публичная библиотека в жизни библиографа // Ист.-библиогр. иссл. — 1993. — Вып. 3.

### Научная редакция
- История русской литературы XIX века: Библиогр. указ. / ИРЛИ; Под ред. К. Д. Муратовой. — М.; Л.: АН СССР, 1962.
- История русской литературы конца XIX — начала XX вв.: Библиогр. указ. / ИРЛИ; Под ред. К. Д. Муратовой. — М.; Л.: АН СССР, 1968.
- История русской литературы XIX — начала XX века: Библиогр. указ. Общая часть / ИРЛИ; Под ред. К. Д. Муратовой. — СПб: Наука, 1993.
- Алексеев А. Д. Литература русского зарубежья: Книги 1917—1940. Материалы к библиографии / ИРЛИ РАН; Отв. ред. Муратова К. Д.; Подгот. к изд. В. Н. Баскаков (рук.), Н. Н. Лаврова, И. И. Долгов, А. Ю. Грязнова. — СПб.: Наука, 1993. — 202 с. — Указ. имён писателей, выступавших под псевдонимами / Сост. Лаврова Н. Н.: с.196-198.

## Семья
Племянник — Аскольд Борисович Муратов (1937—2005), доктор филологических наук.